# 277 (numero)
Duecentosettantasette (277) è il numero naturale dopo il 276 e prima del 278.

## Proprietà matematiche
- È un numero dispari.
- È un numero difettivo.
- È un numero primo (1 e il numero stesso sono i suoi unici divisori).
- È parte delle terne pitagoriche (115, 252, 277), (277, 38364, 38365).
- È un numero palindromo nel sistema di numerazione posizionale a base 11 (232) e in quello a base 12 (1B1).
- È un numero di Perrin.
- È un numero congruente.
- È un numero malvagio.
- È un numero poligonale centrale.

## Astronomia
- 277P/LINEAR è una cometa periodica del sistema solare.
- 277 Elvira è un asteroide della fascia principale del sistema solare.

## Astronautica
- Cosmos 277 è un satellite artificiale russo.